# Sobre ruedas (álbum de La Guardia)
Sobre ruedas es el décimo álbum de estudio de la banda española La Guardia, aunque hubo algunos álbumes anteriores sin canciones nuevas, como recopilatorios e incluso un disco en directo.
Fue publicado por la discográfica Vale Music en febrero de 2007 y supuso la vuelta del grupo tras trece años sin grabar material nuevo.
Uno de los temas del disco, El penúltimo rock, contó con las colaboraciones de Johnny Cifuentes de Burning y Jaime Urrutia de Gabinete Caligari.

## Lista de canciones
1. Un día redondo.
2. El penúltimo rock (con Johnny Cifuentes de Burning y Jaime Urrutia de Gabinete Caligari).
3. Pequeña lolita.
4. Tiene que haber alguien.
5. Mi soledad, mi sombra y yo.
6. ¿Dónde estás corazón?
7. Sin noticias de ti.
8. Súbete un rato a mi cama.
9. Otro lunes triste.
10. No eres tan especial.
11. Sobre ruedas.
12. Que lo gris se convierta en azul.